# 京口经济开发区
京口经济开发区是位于中华人民共和国江苏省鎮江市京口区东部的一处省级经济开发区。国家统计局网站上，辖区列为京口区的一个类似乡级单位。
开发区位于镇江主城区与大港新区的衔接地带。2006年，经国家发展改革委公告，由江苏省人民政府批复，设立省级经济开发区——京口工业园区，国土资源部核准开发区面积为4平方公里。2020年1月，江苏省人民政府办公厅下文同意，江苏镇江京口工业园区更名为江苏镇江京口经济开发区。原有总体规划、土地利用规划和四至范围等保持不变。
2023年园区管理体制改革后，与谏壁街道实行“区街一体、统分结合、协同发展”的工作格局。开发区面积扩展至36平方公里，其中产业园区面积11.28平方公里。

## 行政区划
京口区人民政府网站，称开发区下辖5个行政村，7个社区。国家统计局网站上，下辖以下地区：
李华社区。